# František Fiala (1878–1927)
František Fiala (30. července 1878 Moravská Ostrava – 4. června 1927 Opava) byl architekt a stavitel v Ostravě.

## Život
Studoval na reálce v Moravské Ostravě. Po studiu na Vysoké škole technické v Brně přešel na Akademii výtvarných umění ve Vídni, kde v letech 1899 – 1900 navštěvoval architektonickou speciálku profesora Otty Wágnera. V roce 1906 si zřídil samostatnou firmu v Moravské Ostravě, kterou provozoval se společníkem Františkem Grossmannem do roku 1918. Fiala se po roce 1918 delší čas léčil v Meranu, kde se věnoval i krajinomalbě.
Pro jeho architektonické dílo se základním impulzem stal příklad tvorby Otto Wágnera, zvláště jeho ústavního kostela ve vídeňském Steihofu a dále snahy hnutí katolické moderny o obrodu sakrálního umění (návrhy kaplí, 1903; návrh moderního chrámu, 1904; dokončení novostavby kostela Panny Marie Královny v Ostravě-Mariánských horách, 1907 – 1908).
Fialova tvorba zřetelně kulminovala v období pozdní secese, kdy se příznačně věnoval především dekorativní stránce svých úkolů. Svědčilo o tom řešení řady průčelí, u nichž na neoklasicistně orientovaném schématu rozvíjel motivy filigránského ornamentu (Dům katolických tovaryšů, 1910; sanatorium dr. L. Kleina v Moravské Ostravě, 1911; nemocnice císaře Františka Josefa I. v Ostravě Mariánských Horách, 1912). Vedle obytných a sakrálních staveb se intenzívně věnoval i průmyslové architektuře (přestavba dolu Zárubek, 1910 – 1914; přestavby dolu Michal v Michálkovicích, 1912 – 1915, výstavby dolu Vrbice, 1911). Kombinoval režné cihelné zdivo s dekorativními motivy pozdní secese a s přiznanými ocelovými konstrukcemi např. krovů nebo provozních budov.

## Stavby, projekty

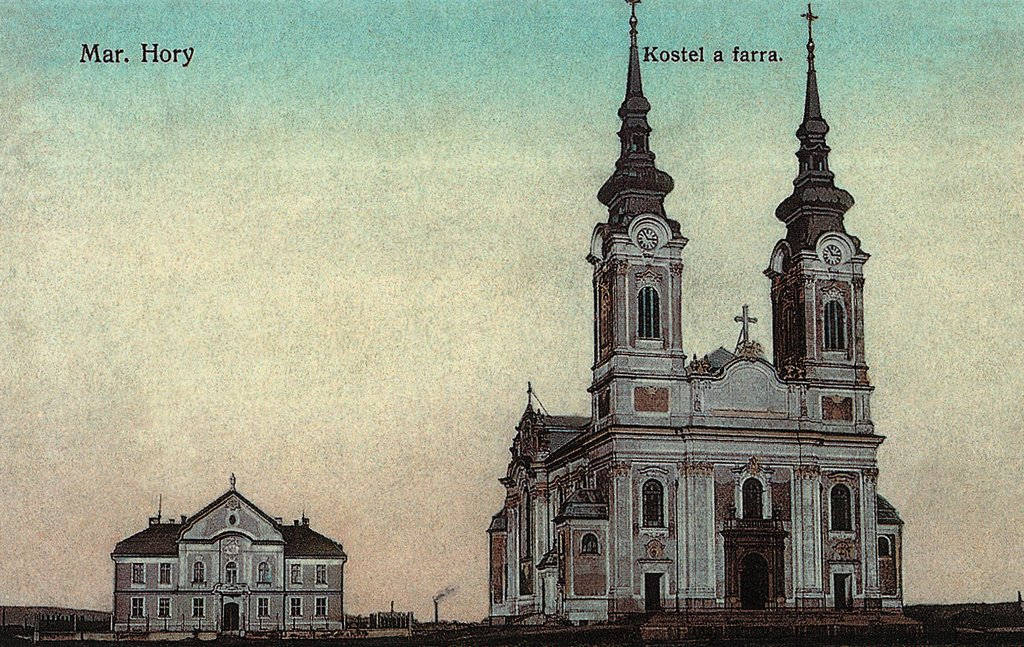
Kostel Panny Marie Královny v Mariánských Horách.

- dokončení novostavby kostela Panny Marie Královny v Ostravě-Mariánských horách, 1907 – 1908, s F. Grossmannem.

Kostel byl architektem Otokarem Bémem navržen podle požadavků spolku pro stavbu kostela Panny Marie podle poutního kostela ve Frýdku. Výsledkem je novobarokní trojlodní bazilika s dvojvěžovým průčelím, s transeptem a válcově dokončeným kněžištěm. Klenby jsou valené a plackové ze železobetonu, krov ocelový. Interiér spojující novobaroko se secesním dekorativismem navrhl architekt Antonín Blažek, který si přizval ke spolupráci řadu umělců. Lustry v hlavní lodi provedla prostějovská Vulkania podle návrhů Jana Kotěry. Stavbu zahájil architekt Bohumil Židlický, v roce 1907 ji převzala firma Grossmann & Fiala k dokončení.
- kostel Růžencové Panny Marie v Hrabůvce nyní kostel Panny Marie, královny posvátného růžence, 1909 – 1910, s F. Grossmannem,

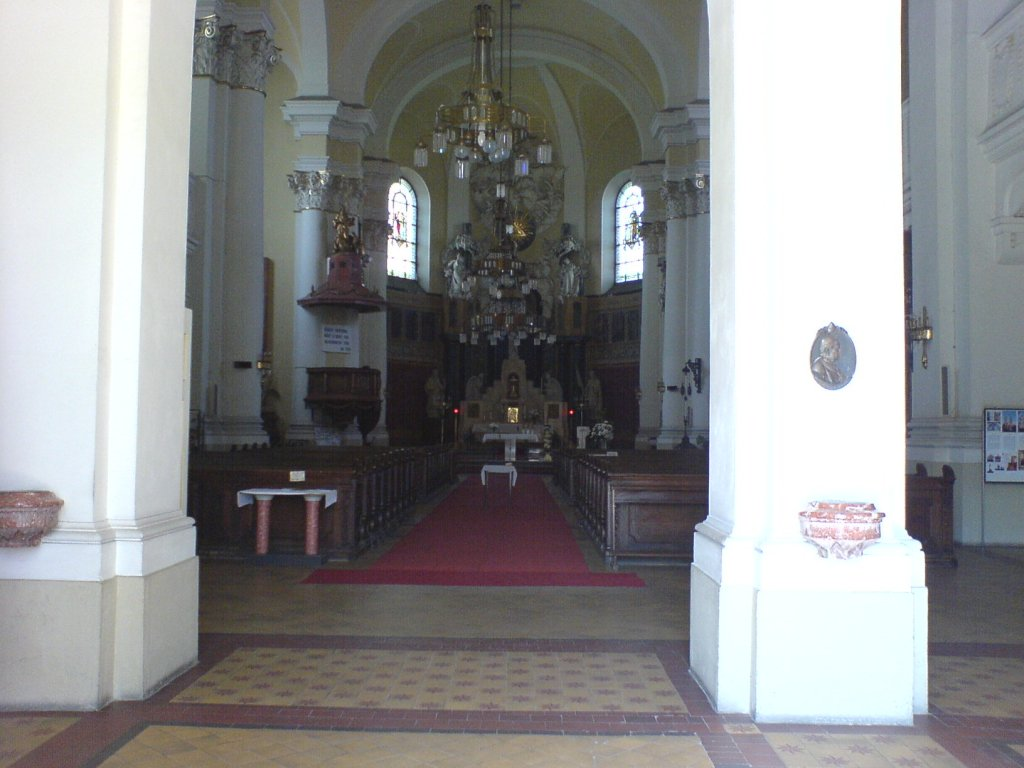
Interiér kostela Panny Marie Královny v Mariánských Horách.

- Dům katolických tovaryšů na Přívozské 8 v Moravské Ostravě, 1910 s F. Grossmannem.
- sanatorium dr. L. Kleina v Moravské Ostravě na Hornopolní 9, 1911, s F. Grossmannem.

V průčelí dominovaly vrstvy různě provedených omítnutých ploch, střídmě pointovaných pásy nově stylizovaného dekoru, a tuto apartní kompozici měkce uzavírala zalomená linie mansardové střechy. V 80. letech 20. století byly fasády odstraněny z průčelí domu, který byl začleněn do nemocničního areálu.
- nemocnice císaře Františka Josefa I. v Ostravě Mariánských horách, 1912.
- přestavba dolu Zárubek, 1910 – 1914 s F. Grossmannem; zbořen 1998.

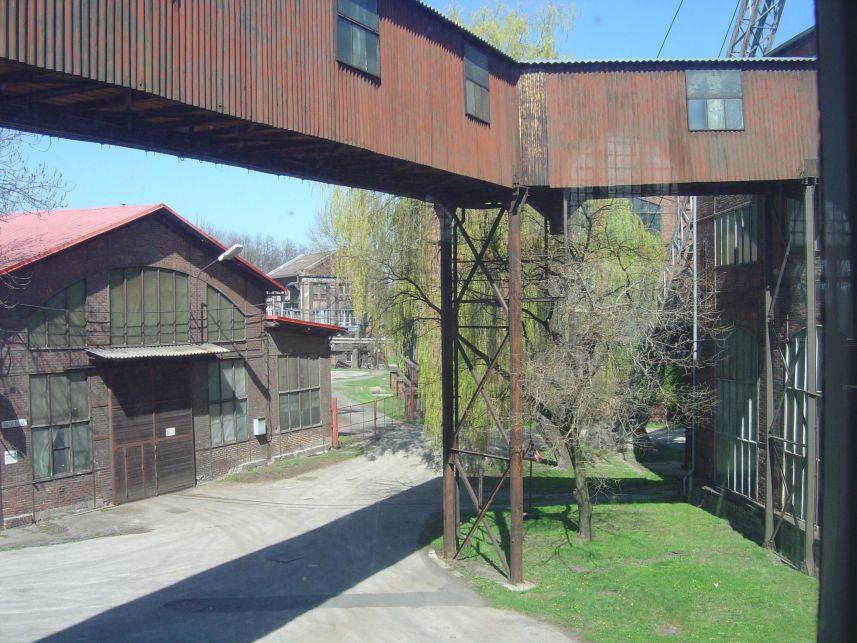
Důl Michal, Ostrava-Michálkovice. Pohled na mechanickou dílu.

- přestavby dolu Michal v Michálkovicích, 1912 – 1915 s F. Grossmannem.
- výstavby dolu Vrbice, 1911.
- Výstavba vodárny v Nové Vsi s F. Grossmannem,1904 – 1908. Technická stránka areálu Ing. Ulrich Huber, architektonická podoba areálu arch. Schwager.

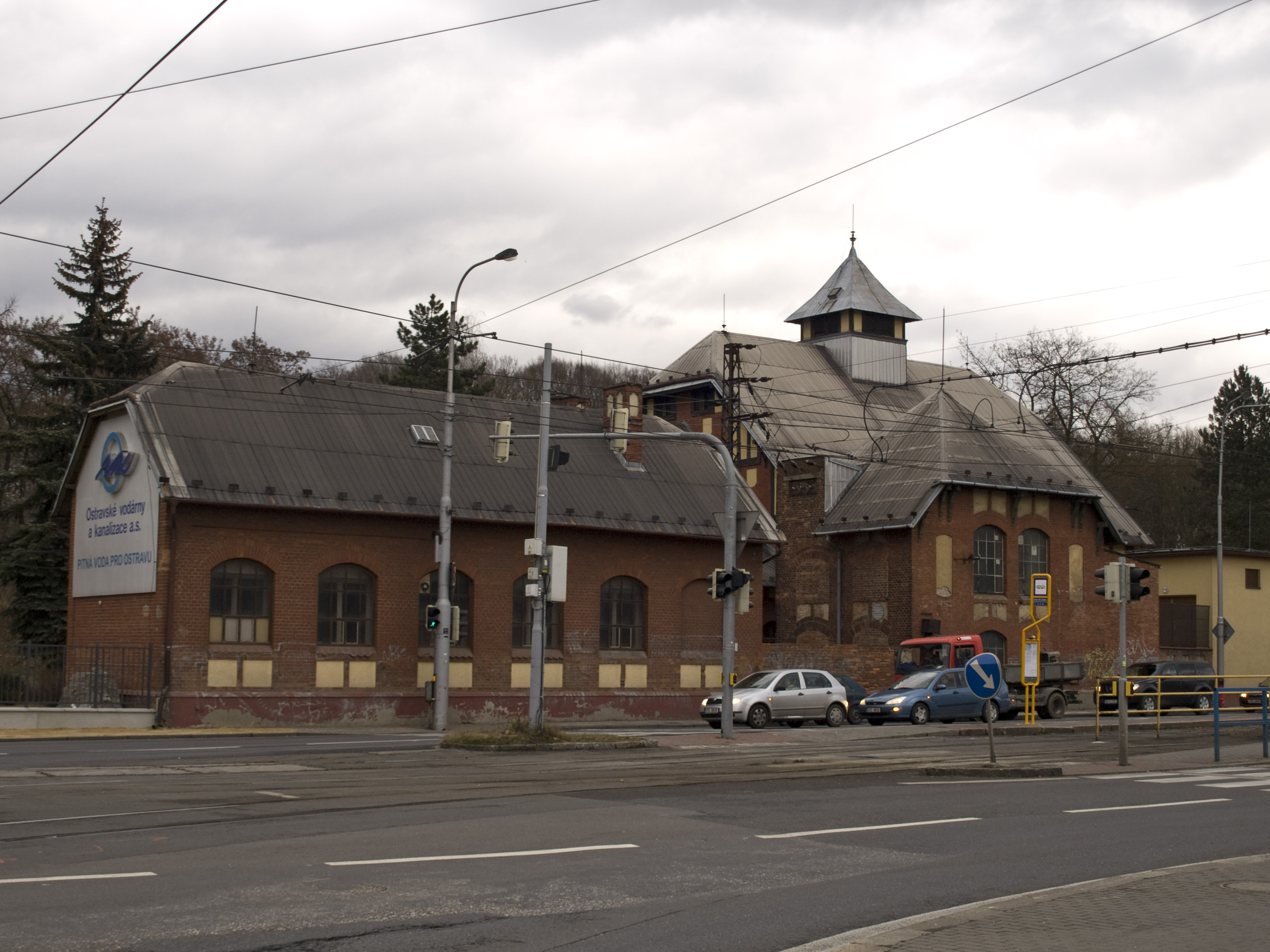
Vodárna v Nové Vsi

Podle projektu ing. Hubera bylo v Nové Vsi vyhloubeno 17 studní, z nichž byla vyčištěná voda vedená do Muglinova, do betonového vodojemu o objemu asi 625 m3. Vodárna představovala pozoruhodný výkon nejen z hlediska technického, ale i výtvarného. Architektura strojovny, čističky a dalších staveb, prováděných firmou Grossmann a Fiala, byla řešena v romantické verzi premoderny, jejíž malebnost oceňovali již současníci jako esteticky žádoucí odchylku od „zastaralé šablonovité formy“ průmyslových staveb té doby.
- Soutěž na výstavbu krematoria,1919,

porota v roce 1920 neudělila ceny, ale odměnu rozdělila rovným dílem pěti autorům, mezi nimi byl i místní architekt František Fiala.